# پی‌یترو کارلونی
پی‌یترو کارلونی (ایتالیایی: Pietro Carloni؛ ۲۸ اکتبر ۱۸۹۶ – ۳ اوت ۱۹۶۸) یک هنرپیشه اهل ایتالیا بود.
از فیلم‌ها یا برنامه‌های تلویزیونی که وی در آن نقش داشته‌است می‌توان به بیشتر از یک معجزه، حیف که او بدذات است، پلیس‌ها و دزدها، در پاسگاه پلیس رخ داد، آزادی کجاست؟، ساخت ایتالیا و قهرمان زمان ما اشاره کرد.